# Cis breviformis
Cis breviformis är en skalbaggsart som beskrevs av Perkins 1900. Cis breviformis ingår i släktet Cis och familjen trädsvampborrare. Inga underarter finns listade i Catalogue of Life.